# فريبورت (فلوريدا)
فريبورت (بالإنجليزية: Freeport)‏ هي مدينة أمريكية تقع في ولاية فلوريدا. تبلغ مساحة هذه المدينة 28 (كم²)،ويبلغ عدد سكانها 1190 نسمة حسب إحصاء سنة 2010 م 1190.تشير إحصاءات سنة 2000م بأن الكثافة السكانية في هذه المدينة تقدر بـ(42.5) نسمة/كم2 